# Cristian Rivera
Cristian Rivera Hernández (ur. 9 lipca 1997 w Gijón) – hiszpański piłkarz występujący na pozycji pomocnika w klubie CD Leganés, do którego jest wypożyczony z UD Las Palmas.